# Liste du patrimoine immobilier des Laurentides
Cette liste recense les biens du patrimoine immobilier des Laurentides inscrits au répertoire du patrimoine culturel du Québec. Cette liste est divisées par municipalité régionale de comté géographique.

## Antoine-Labelle
| Bien patrimonial                                             | Illustration               | Municipalité               | Adresse                    | Coordonnées                         | No     | Constr.     | Catégorie                                                | Rec.      | Notes |
| ------------------------------------------------------------ | -------------------------- | -------------------------- | -------------------------- | ----------------------------------- | ------ | ----------- | -------------------------------------------------------- | --------- | ----- |
| Église de Saint-Philippe-Apôtre                              | Image manquante Téléverser | Chute-Saint-Philippe       | 603-607, chemin du Progrès | 46° 39′ 07″ nord, 75° 14′ 28″ ouest | 167058 | 1934        | Immeuble patrimonial cité Site patrimonial cité          | 2021      |       |
| Pont couvert Armand-Lachaîne                                 | Chute-Saint-Philippe       | Chute-Saint-Philippe       | chemin du Vieux-Pont       | 46° 38′ 34″ nord, 75° 16′ 08″ ouest | 115362 | 1906        | Immeuble patrimonial cité Site patrimonial cité          | 2021      |       |
| Église Notre-Dame-du-Très-Saint-Sacrement                    | Ferme-Neuve                | Ferme-Neuve                | 244, 12e Avenue            | 46° 42′ 06″ nord, 75° 27′ 00″ ouest | 168006 | 1940        | Immeuble patrimonial cité                                | 2013      |       |
| Hôtel Isaïe-Godmer                                           | Image manquante Téléverser | Ferme-Neuve                | 300, 12e Avenue            | 46° 42′ 10″ nord, 75° 27′ 00″ ouest | 196332 | 1930        | Immeuble patrimonial cité                                | 2013      |       |
| La Concerne                                                  | Image manquante Téléverser | Ferme-Neuve                | 38, 15e Avenue             | 46° 41′ 51″ nord, 75° 26′ 38″ ouest | 196331 | 1850 (vers) | Immeuble patrimonial cité                                | 2013      |       |
| Maison Joseph-Lafontaine                                     | Image manquante Téléverser | Ferme-Neuve                | 199, 12e Avenue            | 46° 42′ 03″ nord, 75° 26′ 58″ ouest | 206110 | 1906        | Immeuble patrimonial cité                                | 2022      |       |
| Presbytère Notre-Dame-du-Très-Saint-Sacrement                | Image manquante Téléverser | Ferme-Neuve                | 244, 12e Avenue            | 46° 42′ 04″ nord, 75° 26′ 59″ ouest | 196333 | 1931        | Immeuble patrimonial cité                                | 2013      |       |
| Grand pont de Ferme-Rouge                                    | Kiamika                    | Kiamika                    | Chemin de Kiamika          | 46° 25′ 35″ nord, 75° 25′ 40″ ouest | 92973  | 1903 (vers) | Immeuble patrimonial classé Immeuble patrimonial reconnu | 2012 1990 |       |
| Ancienne école de Notre-Dame-de-Fatima                       | Lac-du-Cerf                | Lac-du-Cerf                | 19, chemin de l'Église     | 46° 18′ 20″ nord, 75° 30′ 05″ ouest | 168320 | 1947        | Immeuble patrimonial cité                                | 2020      |       |
| Église Saint-Paul                                            | Image manquante Téléverser | Lac-Saint-Paul             | 384, rue Principale        | 46° 43′ 56″ nord, 75° 18′ 36″ ouest | 168271 | 1935        | Immeuble patrimonial cité                                | 2023      |       |
| Pont Macaza                                                  | La Macaza                  | La Macaza                  | chemin du Pont-Couvert     | 46° 21′ 24″ nord, 74° 46′ 46″ ouest | 115363 | 1904        | Immeuble patrimonial cité                                | 2016      |       |
| Évêché de Notre-Dame-de-Fourvières                           | Image manquante Téléverser | Mont-Laurier               | 431-435, rue de la Madone  | 46° 33′ 07″ nord, 75° 30′ 04″ ouest | 168288 | 1914        | Immeuble patrimonial cité                                | 2021      |       |
| Façades de l'ancienne cathédrale de Notre-Dame-de-Fourvières | Mont-Laurier               | Mont-Laurier               | 519-541, rue du Pont       | 46° 33′ 09″ nord, 75° 30′ 03″ ouest | 168284 | 1918-1919   | Immeuble patrimonial cité                                | 2021      |       |
| Maison Alix-Bail                                             | Image manquante Téléverser | Mont-Laurier               | 434, rue du Portage        | 46° 33′ 18″ nord, 75° 30′ 01″ ouest | 92604  | 1889        | Immeuble patrimonial classé                              | 2014 1984 |       |
| Église de Saint-Ignace-de-Loyola                             | Image manquante Téléverser | Nominingue                 | 2265, rue du Sacré-Cœur    | 46° 24′ 04″ nord, 75° 01′ 36″ ouest | 168257 | 1933-1934   | Immeuble patrimonial cité                                | 2021      |       |
| Église de Notre-Dame-du-Laus                                 | Image manquante Téléverser | Notre-Dame-du-Laus         | 88, rue Principale         | 46° 05′ 17″ nord, 75° 37′ 20″ ouest | 169082 | 1889        | Site patrimonial cité                                    | 2015      |       |
| Petit pont de Ferme-Rouge                                    | Image manquante Téléverser | Saint-Aimé-du-Lac-des-Îles | Chemin de Kiamika          | 46° 25′ 35″ nord, 75° 25′ 45″ ouest | 92972  | 1903 (vers) | Immeuble patrimonial classé Immeuble patrimonial reconnu | 2012 1990 |       |

## Argenteuil
| Bien patrimonial                                                      | Illustration               | Municipalité             | Adresse                    | Coordonnées                         | No     | Constr.              | Catégorie                                                | Rec.      | Notes |
| --------------------------------------------------------------------- | -------------------------- | ------------------------ | -------------------------- | ----------------------------------- | ------ | -------------------- | -------------------------------------------------------- | --------- | ----- |
| Église de Saint-Mungo                                                 | Brownsburg-Chatham         | Brownsburg-Chatham       | 661, route des Outaouais   | 45° 35′ 48″ nord, 74° 28′ 06″ ouest | 109737 | 1836                 | Immeuble patrimonial cité                                | 2007      |       |
| Église Holy Trinity                                                   | Image manquante Téléverser | Gore                     | chemin Cambria             | 45° 45′ 05″ nord, 74° 15′ 26″ ouest | 169214 | 1857 à 1859          | Immeuble patrimonial cité                                | 2024      | [ 2 ] |
| Site patrimonial de l'église Holy Trinity et de son cimetière         | Image manquante Téléverser | Gore                     | chemin Cambria             | 45° 45′ 04″ nord, 74° 15′ 25″ ouest | 238051 |                      | Site patrimonial cité                                    | 2024      |       |
| Maison du patrimoine                                                  | Grenville                  | Grenville                | 17, rue du Canal Nord      | 45° 37′ 35″ nord, 74° 36′ 20″ ouest | 117146 | 1820 (vers)          | Immeuble patrimonial cité                                | 2008      |       |
| Gare de Calumet                                                       | Grenville-sur-la-Rouge     | Grenville-sur-la-Rouge   | 466, rue Principale        | 45° 38′ 56″ nord, 74° 38′ 29″ ouest | 181303 | 1877                 | Immeuble patrimonial cité                                | 2011      |       |
| Édifice centenaire de la municipalité régionale de comté d'Argenteuil | Lachute                    | Lachute                  | 430, rue Grace             | 45° 39′ 13″ nord, 74° 20′ 10″ ouest | 109618 | 1887                 | Immeuble patrimonial cité                                | 2007      |       |
| Gare de Lachute                                                       | Lachute                    | Lachute                  | 540, rue Berry             | 45° 39′ 22″ nord, 74° 20′ 01″ ouest | 105362 | 1929                 | Immeuble patrimonial cité                                | 2007      |       |
| Église Christ Church                                                  | Saint-André-d'Argenteuil   | Saint-André-d'Argenteuil | Route du Long-Sault        | 45° 33′ 41″ nord, 74° 20′ 23″ ouest | 92552  | 1821                 | Immeuble patrimonial classé                              | 1985      |       |
| Maison Barclay                                                        | Saint-André-d'Argenteuil   | Saint-André-d'Argenteuil | 36-38, route du Long-Sault | 45° 33′ 56″ nord, 74° 22′ 23″ ouest | 92406  | 1800 et 1850 (entre) | Immeuble patrimonial classé Aire de protection délimitée | 1973 1975 |       |

## Deux-Montagnes
| Bien patrimonial                                     | Illustration               | Municipalité        | Adresse                 | Coordonnées                         | No     | Constr.              | Catégorie                                                                             | Rec.           | Notes |
| ---------------------------------------------------- | -------------------------- | ------------------- | ----------------------- | ----------------------------------- | ------ | -------------------- | ------------------------------------------------------------------------------------- | -------------- | ----- |
| Petite école jaune                                   | Deux-Montagnes             | Deux-Montagnes      | 1304, chemin d'Oka      | 45° 32′ 17″ nord, 73° 53′ 47″ ouest | 92860  | 1937 (vers)          | Immeuble patrimonial cité                                                             | 1998           | [ 3 ] |
| Site du patrimoine de l'hôtel de ville               | Deux-Montagnes             | Deux-Montagnes      | 803, chemin d'Oka       | 45° 32′ 30″ nord, 73° 53′ 34″ ouest | 99058  | 1931                 | Site patrimonial cité                                                                 | 2005           |       |
| Site du patrimoine de la Maison-Baudouin             | Deux-Montagnes             | Deux-Montagnes      | 91, 24e Avenue          | 45° 31′ 53″ nord, 73° 54′ 07″ ouest | 99012  | 1900 (vers)          | Site patrimonial cité                                                                 | 2005           |       |
| Site du patrimoine de la Maison-Bélair               | Deux-Montagnes             | Deux-Montagnes      | 201, chemin d'Oka       | 45° 32′ 47″ nord, 73° 53′ 28″ ouest | 99057  | 1915 (vers)          | Site patrimonial cité                                                                 | 2005           |       |
| Site du patrimoine de la Maison-Berthelet            | Deux-Montagnes             | Deux-Montagnes      | 1506, chemin d'Oka      | 45° 32′ 13″ nord, 73° 53′ 53″ ouest | 99060  | 1820 et 1850 (entre) | Site patrimonial cité                                                                 | 2005           |       |
| Site du patrimoine de la Maison-Dumoulin             | Deux-Montagnes             | Deux-Montagnes      | 2501, chemin d'Oka      | 45° 32′ 00″ nord, 73° 54′ 22″ ouest | 99061  | 1830 (vers)          | Site patrimonial cité                                                                 | 2005           |       |
| site du patrimoine de la Petite-École-Jaune          | Deux-Montagnes             | Deux-Montagnes      | 1304, chemin d'Oka      | 45° 32′ 17″ nord, 73° 53′ 47″ ouest | 99059  | 1937 (vers)          | Site patrimonial cité                                                                 | 2005           |       |
| Abbaye Notre-Dame-du-Lac-à-Oka                       | Oka                        | Oka                 | 1600, chemin d'Oka      | 45° 29′ 34″ nord, 74° 01′ 47″ ouest | 164877 | 1918                 | Immeuble patrimonial classé                                                           | 2020           | [ 4 ] |
| Calvaire d'Oka                                       | Oka                        | Oka                 |                         | 45° 28′ 55″ nord, 74° 03′ 53″ ouest | 93537  | 1742                 | Site patrimonial classé                                                               | 1982           |       |
| Forêt de la Pinède d'Oka                             | Image manquante Téléverser | Oka                 |                         | à géolocaliser                      | 232095 |                      | Site patrimonial cité                                                                 | 2020           | [ 5 ] |
| Rotonde de l'Abbaye-Notre-Dame-du-Lac-à-Oka          | Image manquante Téléverser | Oka                 | 1600, chemin d'Oka      | 45° 29′ 36″ nord, 74° 01′ 42″ ouest | 215203 |                      | Immeuble patrimonial classé                                                           | 2020           | [ 4 ] |
| Site du patrimoine d'Oka                             | Oka                        | Oka                 |                         | 45° 27′ 17″ nord, 74° 05′ 23″ ouest | 97773  |                      | Site patrimonial cité                                                                 | 2001           |       |
| Site patrimonial de l'Abbaye-Notre-Dame-du-Lac-à-Oka | Image manquante Téléverser | Oka                 | 1600, chemin d'Oka      | 45° 29′ 25″ nord, 74° 01′ 51″ ouest | 97619  |                      | Site patrimonial classé                                                               | 2020           |       |
| Ancienne église presbytérienne de Saint-Eustache     | Saint-Eustache             | Saint-Eustache      | Rue Saint-Eustache      | 45° 33′ 30″ nord, 73° 53′ 50″ ouest | 110656 | 1848                 | Immeuble patrimonial cité                                                             | 2007           |       |
| Domaine Globensky                                    | Saint-Eustache             | Saint-Eustache      | 235, rue Saint-Eustache | 45° 33′ 31″ nord, 73° 53′ 45″ ouest | 92802  | 1865                 | Immeuble patrimonial classé                                                           | 1961           |       |
| Église de Saint-Eustache                             | Saint-Eustache             | Saint-Eustache      | Rue Saint-Louis         | 45° 33′ 26″ nord, 73° 53′ 19″ ouest | 92803  | 1783                 | Immeuble patrimonial classé Aire de protection délimitée                              | 1970 1977      |       |
| Mairie de Saint-Eustache                             | Saint-Eustache             | Saint-Eustache      | 145, rue Saint-Louis    | 45° 33′ 27″ nord, 73° 53′ 20″ ouest | 110655 | 1898                 | Immeuble patrimonial cité                                                             | 2007           | [ 6 ] |
| Maison Chénier-Sauvé                                 | Saint-Eustache             | Saint-Eustache      | 83, rue Chénier         | 45° 33′ 22″ nord, 73° 53′ 23″ ouest | 110654 | 1890 (vers)          | Immeuble patrimonial cité                                                             | 2007           | [ 6 ] |
| Maison Lavigne-Richer                                | Saint-Eustache             | Saint-Eustache      | 275, rue Saint-Eustache | 45° 33′ 30″ nord, 73° 53′ 51″ ouest | 110657 | 1910 (vers)          | Immeuble patrimonial cité                                                             | 2007           | [ 7 ] |
| Moulin Légaré                                        | Saint-Eustache             | Saint-Eustache      | Rue Saint-Louis         | 45° 33′ 26″ nord, 73° 53′ 19″ ouest | 92803  | 1762                 | Immeuble patrimonial classé Aire de protection délimitée Immeuble patrimonial reconnu | 1976 1977 1974 |       |
| Église de Saint-Joseph-du-Lac                        | Saint-Joseph-du-Lac        | Saint-Joseph-du-Lac | 1028, chemin Principal  | 45° 31′ 56″ nord, 74° 00′ 19″ ouest | 169526 | 1880 à 1885          | Immeuble patrimonial cité                                                             | 2024           |       |
| Presbytère de Saint-Joseph-du-Lac                    | Saint-Joseph-du-Lac        | Saint-Joseph-du-Lac | 1028, chemin Principal  | 45° 31′ 57″ nord, 74° 00′ 19″ ouest | 169529 | 1857                 | Immeuble patrimonial cité                                                             | 2024           |       |
| Maison Adolphe-Basile-Routhier                       | Saint-Placide              | Saint-Placide       | 3320, route 344         | 45° 33′ 26″ nord, 73° 53′ 19″ ouest | 92558  | 1841                 | Immeuble patrimonial classé                                                           | 1983           | [ 8 ] |
| Secteur Basile-Routhier                              | Image manquante Téléverser | Saint-Placide       | Route 344               | 45° 31′ 34″ nord, 74° 13′ 23″ ouest | 92842  |                      | Site patrimonial cité                                                                 | 1997           |       |

## La Rivière-du-Nord
| Bien patrimonial                         | Illustration               | Municipalité   | Adresse                                       | Coordonnées                         | No     | Constr. | Catégorie                                                                          | Rec.           | Notes |
| ---------------------------------------- | -------------------------- | -------------- | --------------------------------------------- | ----------------------------------- | ------ | ------- | ---------------------------------------------------------------------------------- | -------------- | ----- |
| Site patrimonial Gaffney-Kennedy         | Image manquante Téléverser | Saint-Colomban | 546, chemin de la Rivière-du-Nord             | 45° 42′ 14″ nord, 74° 06′ 48″ ouest | 231145 |         | Immeuble patrimonial cité                                                          | 2020           |       |
| Ancien hôtel de ville de Saint-Jérôme    | Image manquante Téléverser | Saint-Jérôme   | 280, rue Labelle                              | 45° 46′ 32″ nord, 74° 00′ 16″ ouest | 93265  | 1874    | Immeuble patrimonial cité                                                          | 2005 1999      |       |
| Ancien palais de justice de Saint-Jérôme | Saint-Jérôme               | Saint-Jérôme   | 101, place du Curé-Labelle 185, rue du Palais | 45° 46′ 43″ nord, 74° 00′ 12″ ouest | 92918  | 1924    | Immeuble patrimonial classé Immeuble patrimonial cité Immeuble patrimonial reconnu | 2012 2005 1975 |       |
| Cathédrale de Saint-Jérôme               | Saint-Jérôme               | Saint-Jérôme   | Place du Curé-Labelle                         | 45° 46′ 41″ nord, 74° 00′ 09″ ouest | 93266  | 1900    | Immeuble patrimonial cité                                                          | 2005 1999      |       |
| Chapelle du cimetière de Saint-Jérôme    | Saint-Jérôme               | Saint-Jérôme   | Rue John-F.-Kennedy                           | 45° 46′ 38″ nord, 74° 01′ 38″ ouest | 93640  | 1887    | Immeuble patrimonial cité                                                          | 2023 2005      |       |
| Maison Prévost                           | Image manquante Téléverser | Saint-Jérôme   | 349, rue Labelle                              | 45° 46′ 39″ nord, 74° 00′ 14″ ouest | 93639  | 1891    | Immeuble patrimonial cité                                                          | 2005           |       |
| Parc Labelle                             | Image manquante Téléverser | Saint-Jérôme   | Rue Labelle                                   | 45° 46′ 41″ nord, 74° 00′ 12″ ouest | 199597 |         | Lieu historique identifié                                                          | 2014           |       |
| Presbytère de Saint-Jérôme               | Image manquante Téléverser | Saint-Jérôme   | 355, place du Curé-Labelle                    | 45° 46′ 39″ nord, 74° 00′ 10″ ouest | 93267  | 1895    | Immeuble patrimonial cité                                                          | 2005 1999      |       |
| Vieille gare de Saint-Jérôme             | Image manquante Téléverser | Saint-Jérôme   | 100, place de la Gare                         | 45° 46′ 36″ nord, 74° 00′ 02″ ouest | 93638  | 1897    | Immeuble patrimonial cité                                                          | 2005           |       |

## Les Laurentides
| Bien patrimonial                                        | Illustration               | Municipalité                 | Adresse                              | Coordonnées                         | No     | Constr.              | Catégorie                 | Rec.      | Notes |
| ------------------------------------------------------- | -------------------------- | ---------------------------- | ------------------------------------ | ----------------------------------- | ------ | -------------------- | ------------------------- | --------- | ----- |
| Moulin à Thomas                                         | Image manquante Téléverser | Amherst                      |                                      | 46° 00′ 47″ nord, 74° 46′ 33″ ouest | 197078 | 1945                 | Site patrimonial cité     | 2020      |       |
| Site patrimonial de la Paroisse-de-Notre-Dame-des-Anges | Amherst                    | Amherst                      |                                      | 46° 04′ 56″ nord, 74° 49′ 56″ ouest | 114533 | 1932                 | Site patrimonial cité     | 2007      |       |
| Pont Prud'homme                                         | Brébeuf                    | Brébeuf                      | chemin du Pont-Prud'homme            | 46° 04′ 22″ nord, 74° 37′ 30″ ouest | 115370 | 1918                 | Immeuble patrimonial cité | 2019      |       |
| Site patrimonial du Calvaire-d'Huberdeau                | Huberdeau                  | Huberdeau                    | 180, rue Principale                  | 45° 58′ 42″ nord, 74° 38′ 15″ ouest | 93557  | 1910 et 1920 (entre) | Site patrimonial cité     | 1997      |       |
| Chapelle Saint-Bernard                                  | Mont-Tremblant             | Mont-Tremblant               | 2971, chemin de la Chapelle          | 46° 12′ 38″ nord, 74° 35′ 16″ ouest | 92999  | 1942                 | Immeuble patrimonial cité | 1988      |       |
| Site du patrimoine Beattie-des-Pins                     | Mont-Tremblant             | Mont-Tremblant               | Rue Beattie Rue des Pins Rue Labelle | 46° 07′ 44″ nord, 74° 35′ 24″ ouest | 93557  | 1891 et 1910 (entre) | Site patrimonial cité     | 1992 1991 |       |
| Gare ferroviaire de Saint-Faustin-Station               | Image manquante Téléverser | Mont-Blanc                   | Allée du 7e                          | 46° 07′ 46″ nord, 74° 28′ 17″ ouest | 92996  | 1893                 | Immeuble patrimonial cité | 1986      |       |
| Ancien bureau de poste                                  | Image manquante Téléverser | Sainte-Agathe-des-Monts      | 83, rue Saint-Vincent                | 46° 02′ 56″ nord, 74° 17′ 18″ ouest | 93124  | 1916                 | Immeuble patrimonial cité | 1993      |       |
| Ancienne gare de Sainte-Agathe-des-Monts                | Image manquante Téléverser | Sainte-Agathe-des-Monts      | 24, rue Saint-Paul Est               | 46° 03′ 08″ nord, 74° 16′ 58″ ouest | 93125  | 1902                 | Immeuble patrimonial cité | 1993      |       |
| Église de Sainte-Agathe                                 | Sainte-Agathe-des-Monts    | Sainte-Agathe-des-Monts      | 37, rue Principale Est               | 46° 02′ 45″ nord, 74° 17′ 06″ ouest | 93127  | 1907                 | Immeuble patrimonial cité | 2024 1993 |       |
| Presbytère de Sainte-Agathe                             | Image manquante Téléverser | Sainte-Agathe-des-Monts      | 37, rue Principale Est               | 46° 02′ 48″ nord, 74° 17′ 09″ ouest | 93128  | 1928                 | Immeuble patrimonial cité | 1993      |       |
| Ancien magasin général de Sainte-Lucie-des-Laurentides  | Image manquante Téléverser | Sainte-Lucie-des-Laurentides | 2000, chemin des Hauteurs            | 46° 07′ 46″ nord, 74° 10′ 47″ ouest | 196680 | entre 1890 et 1910   | Immeuble patrimonial cité | 2020      |       |
| Ancien presbytère de Sainte-Lucie-des-Laurentides       | Image manquante Téléverser | Sainte-Lucie-des-Laurentides | 2044, chemin des Hauteurs            | 46° 07′ 48″ nord, 74° 10′ 49″ ouest | 169818 | 1897                 | Immeuble patrimonial cité | 2020      |       |
| Église de Sainte-Lucie-des-Laurentides                  | Image manquante Téléverser | Sainte-Lucie-des-Laurentides | 2024, chemin des Hauteurs            | 46° 07′ 47″ nord, 74° 10′ 48″ ouest | 169817 | 1892                 | Immeuble patrimonial cité | 2020      |       |
| Ancienne résidence des Sœurs de Sainte-Anne             | Image manquante Téléverser | Val-David                    | 2464, rue de l'Église                | 46° 01′ 45″ nord, 74° 12′ 27″ ouest | 196714 | 1922                 | Immeuble patrimonial cité | 2015      |       |
| Église Saint-Norbert                                    | Val-Morin                  | Val-Morin                    | 6140, rue Morin                      | 46° 00′ 25″ nord, 74° 11′ 21″ ouest | 169836 | 1925                 | Immeuble patrimonial cité | 2022      |       |

## Les Pays-d'en-Haut
| Bien patrimonial                              | Illustration                    | Municipalité                    | Adresse                             | Coordonnées                         | No     | Constr.              | Catégorie                                                | Rec. | Notes |
| --------------------------------------------- | ------------------------------- | ------------------------------- | ----------------------------------- | ----------------------------------- | ------ | -------------------- | -------------------------------------------------------- | ---- | ----- |
| Chapelle Hillside                             | Image manquante Téléverser      | Morin Heights                   | 755, chemin du Village              | 45° 54′ 13″ nord, 74° 14′ 58″ ouest | 172152 | 1895                 | Immeuble patrimonial cité                                | 2023 |       |
| Église anglicane Trinity                      | Image manquante Téléverser      | Morin Heights                   | 757, chemin du Village              | 45° 54′ 12″ nord, 74° 14′ 59″ ouest | 172168 | 1861                 | Immeuble patrimonial cité                                | 2024 |       |
| Église unie de Morin Heights                  | Image manquante Téléverser      | Morin Heights                   | 831, chemin du Village              | 45° 54′ 08″ nord, 74° 15′ 08″ ouest | 172154 | 1880                 | Immeuble patrimonial cité                                | 2023 |       |
| Maison Joseph-Thibodeau                       | Image manquante Téléverser      | Piedmont                        | 757, rue Principale                 | 45° 54′ 08″ nord, 74° 08′ 17″ ouest | 93490  | 1844 et 1855 (entre) | Immeuble patrimonial cité                                | 1996 |       |
| Église de Saint-Adolphe-d'Howard              | Saint-Adolphe-d'Howard          | Saint-Adolphe-d'Howard          | 1845, chemin du Village             | 45° 58′ 11″ nord, 74° 20′ 07″ ouest | 172159 | 1913 à 1914          | Immeuble patrimonial cité                                | 2023 |       |
| Site du patrimoine de Saint-Sauveur-des-Monts | Saint-Sauveur                   | Saint-Sauveur                   | Rue Principale                      | 45° 53′ 43″ nord, 74° 09′ 25″ ouest | 93576  |                      | Site patrimonial cité                                    | 1989 |       |
| Église de Saint-Joseph-de-Mont-Rolland        | Image manquante Téléverser      | Sainte-Adèle                    | 1380-1382, rue Saint-Jean           | 45° 56′ 24″ nord, 74° 07′ 24″ ouest | 172560 | 1914                 | Immeuble patrimonial cité                                | 2018 |       |
| Maison Augustin-Norbert Morin                 | Image manquante Téléverser      | Sainte-Adèle                    | 2605, rue de la Rivière             | 45° 56′ 04″ nord, 74° 07′ 55″ ouest | 238538 |                      | Immeuble patrimonial cité                                | 2024 |       |
| Maison Biroleau-McGuire                       | Image manquante Téléverser      | Sainte-Adèle                    | 183-189, rue Morin                  | 45° 56′ 55″ nord, 74° 08′ 24″ ouest | 215716 |                      | Immeuble patrimonial cité                                | 2019 |       |
| Maison Claude-Henri-Grignon                   | Image manquante Téléverser      | Sainte-Adèle                    | 195, rue Morin                      | 45° 56′ 53″ nord, 74° 08′ 25″ ouest | 215714 |                      | Immeuble patrimonial cité                                | 2019 |       |
| Maison Olivier-Rolland                        | Image manquante Téléverser      | Sainte-Adèle                    | 1200, rue Saint-Jean                | 45° 56′ 21″ nord, 74° 07′ 22″ ouest | 215712 |                      | Immeuble patrimonial cité                                | 2019 |       |
| Maison Wilfrid-Grignon                        | Image manquante Téléverser      | Sainte-Adèle                    | 176-184, rue Morin                  | 45° 56′ 54″ nord, 74° 08′ 23″ ouest | 215717 |                      | Immeuble patrimonial cité                                | 2019 |       |
| Manoir Alpine                                 | Sainte-Adèle                    | Sainte-Adèle                    | 1455 à 1469, chemin Pierre-Péladeau | 45° 59′ 02″ nord, 74° 07′ 10″ ouest | 236574 | 1939 à 1940          | Immeuble patrimonial cité                                | 2025 |       |
| Théâtre Sainte-Adèle                          | Image manquante Téléverser      | Sainte-Adèle                    | 1069, boulevard de Sainte-Adèle     | 45° 57′ 06″ nord, 74° 08′ 04″ ouest | 215710 |                      | Immeuble patrimonial cité                                | 2019 |       |
| Centre commercial du Domaine-de-l'Estérel     | Sainte-Marguerite-du-Lac-Masson | Sainte-Marguerite-du-Lac-Masson | 414, rue du Baron-Louis-Empain      | 46° 02′ 04″ nord, 74° 02′ 20″ ouest | 99014  | 1937                 | Immeuble patrimonial classé Aire de protection délimitée | 2014 | [ 9 ] |

## Mirabel
| Bien patrimonial                   | Illustration               | Adresse                       | Coordonnées                         | No     | Constr.     | Catégorie                                                | Rec.      | Notes |
| ---------------------------------- | -------------------------- | ----------------------------- | ----------------------------------- | ------ | ----------- | -------------------------------------------------------- | --------- | ----- |
| Domaine et manoir de Belle-Rivière | (Canada).                  | 8106, rue de Belle-Rivière    | 45° 37′ 35″ nord, 74° 05′ 31″ ouest | 92734  | 1804        | Immeuble patrimonial classé                              | 1963      |       |
| Église de Saint-Janvier            | Image manquante Téléverser | rue du Sacré-Cœur             | 45° 42′ 19″ nord, 73° 55′ 51″ ouest | 172881 | 1861 à 1863 | Immeuble patrimonial cité                                | 2023      |       |
| Maison Jean-Joseph-Girouard        | (Canada).                  | 3905, rue Saint-Jean-Baptiste | 45° 34′ 08″ nord, 74° 05′ 52″ ouest | 92432  | 1840        | Immeuble patrimonial classé Aire de protection délimitée | 1973 1975 |       |

## Thérèse-De Blainville
| Bien patrimonial                                                           | Illustration               | Municipalité            | Adresse                           | Coordonnées                         | No     | Constr.              | Catégorie                                                | Rec.      | Notes  |
| -------------------------------------------------------------------------- | -------------------------- | ----------------------- | --------------------------------- | ----------------------------------- | ------ | -------------------- | -------------------------------------------------------- | --------- | ------ |
| Maison Abraham-Dubois                                                      | Boisbriand                 | Boisbriand              | 331, boulevard de la Grande-Allée | 45° 36′ 33″ nord, 73° 49′ 56″ ouest | 93400  | 1800 (vers)          | Immeuble patrimonial cité                                | 1988      |        |
| Maison Jean-Charles-Dubois                                                 | Image manquante Téléverser | Boisbriand              | 54, chemin de la Côte Sud         | 45° 38′ 23″ nord, 73° 51′ 39″ ouest | 183435 | 1776 (vers)          | Immeuble patrimonial cité                                | 2011      |        |
| Maison Léon-Dion                                                           | Boisbriand                 | Boisbriand              | 394, chemin de la Grande-Côte     | 45° 36′ 23″ nord, 73° 50′ 02″ ouest | 93281  | 1816 (vers)          | Immeuble patrimonial cité                                | 1999      |        |
| Site patrimonial de la Maison-Bélanger                                     | Boisbriand                 | Boisbriand              | 274, chemin de la Grande-Côte     | 45° 36′ 40″ nord, 73° 49′ 44″ ouest | 96027  | 1816                 | Site patrimonial cité                                    | 1999      |        |
| Église Saint-Maurice                                                       | Image manquante Téléverser | Bois-des-Filion         | 388, boulevard Adolphe-Chapleau   | 45° 40′ 05″ nord, 73° 45′ 21″ ouest | 172981 | 1960                 | Immeuble patrimonial cité                                | 2023      |        |
| Maison Limoges-Perron                                                      | Image manquante Téléverser | Bois-des-Filion         | 501, boulevard Adolphe-Chapleau   | 45° 39′ 48″ nord, 73° 45′ 44″ ouest | 236179 | 1840 et 1852 (entre) | Immeuble patrimonial cité                                | 2023      |        |
| Maison Thomas-Kimpton                                                      | Image manquante Téléverser | Bois-des-Filion         | 597, rue du Chêne                 | 45° 39′ 32″ nord, 73° 45′ 59″ ouest | 236180 | 1857 et 1864 (entre) | Immeuble patrimonial cité                                | 2023      |        |
| Presbytère Saint-Maurice                                                   | Image manquante Téléverser | Bois-des-Filion         | 388, boulevard Adolphe-Chapleau   | 45° 40′ 06″ nord, 73° 45′ 21″ ouest | 172982 | 1960                 | Immeuble patrimonial cité                                | 2023      |        |
| Maison Garth                                                               | Lorraine                   | Lorraine                | 100, chemin de la Grande-Côte     | 45° 39′ 16″ nord, 73° 46′ 21″ ouest | 92702  | 1833                 | Immeuble patrimonial classé Aire de protection délimitée | 1975 1978 |        |
| Domaine Louis-Philippe-Hébert                                              | Image manquante Téléverser | Rosemère                | Rue de l'Île-Bélair Ouest         | 45° 37′ 10″ nord, 73° 47′ 51″ ouest | 92470  |                      | Immeuble patrimonial classé Site patrimonial classé      | 1976 1991 |        |
| Maison Tylee                                                               | Image manquante Téléverser | Rosemère                | 129, rue Tylee                    | 45° 37′ 23″ nord, 73° 47′ 48″ ouest | 201921 |                      | Site patrimonial cité                                    | 1993      |        |
| Site patrimonial de l'Archevêché                                           | Image manquante Téléverser | Rosemère                | 1-3, rue du Val-Marie             | 45° 38′ 50″ nord, 73° 46′ 22″ ouest | 201922 |                      | Site patrimonial cité                                    | 1993      |        |
| Site patrimonial de la Maison-Hamilton                                     | Image manquante Téléverser | Rosemère                | 106, chemin de la Grande-Côte     | 45° 37′ 21″ nord, 73° 48′ 09″ ouest | 93534  | 1796                 | Site patrimonial cité                                    | 1992      |        |
| Site patrimonial de la Maison-Hubert-Maisonneuve                           | Rosemère                   | Rosemère                | 369, chemin de la Grande-Côte     | 45° 38′ 17″ nord, 73° 47′ 25″ ouest | 93533  | 1832 (avant)         | Site patrimonial cité                                    | 1992      |        |
| Site patrimonial de la Maison-Twin-Chimney                                 | Rosemère                   | Rosemère                |                                   | 45° 38′ 32″ nord, 73° 47′ 05″ ouest | 93532  | 1837 (vers)          | Site patrimonial cité                                    | 1992      |        |
| Site patrimonial du Manoir-Bleury-Bouthillier                              | Rosemère                   | Rosemère                | 90, chemin de la Grande-Côte      | 45° 37′ 17″ nord, 73° 48′ 09″ ouest | 92404  | 1887                 | Site patrimonial cité                                    | 1996      |        |
| Ancien couvent de Sainte-Anne-des-Plaines                                  | Sainte-Anne-des-Plaines    | Sainte-Anne-des-Plaines | 139, boulevard Sainte-Anne        | 45° 45′ 36″ nord, 73° 48′ 56″ ouest | 92734  | 1883                 | Immeuble patrimonial cité                                | 2004      |        |
| Cimetière de Sainte-Anne-des-Plaines                                       | Sainte-Anne-des-Plaines    | Sainte-Anne-des-Plaines | 129, boulevard Sainte-Anne        | 45° 45′ 37″ nord, 73° 49′ 00″ ouest | 93498  | 1899                 | Immeuble patrimonial cité                                | 2004      |        |
| Église de Sainte-Anne-des-Plaines                                          | Sainte-Anne-des-Plaines    | Sainte-Anne-des-Plaines | boulevard Sainte-Anne             | 45° 45′ 34″ nord, 73° 48′ 58″ ouest | 93496  | 1902                 | Immeuble patrimonial cité                                | 2004      |        |
| Grange-écurie des Prêtres-Chaumont                                         | Sainte-Anne-des-Plaines    | Sainte-Anne-des-Plaines | 163, boulevard Sainte-Anne        | 45° 45′ 40″ nord, 73° 48′ 52″ ouest | 92976  |                      | Immeuble patrimonial classé                              | 1988      |        |
| Maison des Prêtres-Chaumont                                                | Image manquante Téléverser | Sainte-Anne-des-Plaines | 163, boulevard Sainte-Anne        | 45° 45′ 39″ nord, 73° 48′ 51″ ouest | 92975  | 1884                 | Immeuble patrimonial classé                              | 1988      |        |
| Presbytère de Sainte-Anne-des-Plaines                                      | Sainte-Anne-des-Plaines    | Sainte-Anne-des-Plaines | 129, boulevard Sainte-Anne        | 45° 45′ 34″ nord, 73° 48′ 56″ ouest | 93497  | 1887                 | Immeuble patrimonial cité                                | 2004      |        |
| Ancien séminaire de Sainte-Thérèse                                         | Sainte-Thérèse             | Sainte-Thérèse          | Rue Saint-Louis                   | 45° 38′ 30″ nord, 73° 50′ 33″ ouest | 92962  | 1881                 | Immeuble patrimonial classé Immeuble patrimonial reconnu | 2012 1979 |        |
| Ancienne école protestante de Sainte-Thérèse                               | Image manquante Téléverser | Sainte-Thérèse          | 28, rue Saint-Charles             | 45° 38′ 27″ nord, 73° 50′ 47″ ouest | 173097 | 1912                 | Immeuble patrimonial cité                                | 2014      | [ 10 ] |
| Ancienne église unie de Sainte-Thérèse                                     | Image manquante Téléverser | Sainte-Thérèse          | 24, rue Saint-Charles             | 45° 38′ 27″ nord, 73° 50′ 46″ ouest | 173095 | 1857                 | Immeuble patrimonial cité                                | 2014      | [ 10 ] |
| Église Sainte-Thérèse-d'Avila                                              | Sainte-Thérèse             | Sainte-Thérèse          | Rue de l'Église                   | 45° 38′ 25″ nord, 73° 50′ 39″ ouest | 92986  | 1887                 | Immeuble patrimonial cité                                | 1987      |        |
| Maison Joseph-Filion                                                       | Image manquante Téléverser | Sainte-Thérèse          | 6, rue Blainville Est             | 45° 38′ 22″ nord, 73° 50′ 27″ ouest | 200850 | 1850 et 1872 (entre) | Immeuble patrimonial cité                                | 2014      |        |
| Maison Lachaîne                                                            | Image manquante Téléverser | Sainte-Thérèse          | 37, rue Blainville Ouest          | 45° 38′ 22″ nord, 73° 50′ 39″ ouest | 204390 | 1841 et 1843 (entre) | Immeuble patrimonial cité                                | 2016      |        |
| Presbytère de Sainte-Thérèse-d'Avila                                       | Image manquante Téléverser | Sainte-Thérèse          | 10, rue de l'Église               | 45° 38′ 27″ nord, 73° 50′ 39″ ouest | 92987  | 1925                 | Immeuble patrimonial cité                                | 1987      |        |
| Site patrimonial de l'Ensemble-Institutionnel-Protestant-de-Sainte-Thérèse | Image manquante Téléverser | Sainte-Thérèse          |                                   | 45° 38′ 28″ nord, 73° 50′ 47″ ouest | 200851 |                      | Site patrimonial cité                                    | 2014      |        |